# Cleveland Motor Car Company
Cleveland Motor Car Company war ein US-amerikanischer Hersteller von Automobilen.

## Unternehmensgeschichte
William L. Colt stellte bereits ab 1905 Fahrzeuge her. Erst im September 1906 gründete er das Unternehmen. Hauptsitz und Fabrik waren zunächst in Cleveland in Ohio. 1907 verlegte das Unternehmen den Sitz nach New York City. Pläne, die Fabrik nach Milwaukee zu verlegen, wurden jedoch nicht umgesetzt. Die Produktion von Automobilen lief von 1905 bis 1909. Der Markenname lautete Cleveland. Insgesamt entstanden etwa 1000 Fahrzeuge.

## Fahrzeuge
Die Fahrzeuge des ersten Modelljahres waren Nachfolger des Meteor. Alle Modelle hatten Vierzylindermotoren.
1905 gab es das Model C. Sein Motor leistete 18 PS. Der Radstand betrug 231 cm. Aufbauten waren Runabout und Tourenwagen.
1906 wurde daraus das Model D. Die Motorleistung wurde auf 20 PS gesteigert. Der Radstand blieb unverändert. Der Tourenwagen entfiel. Zusätzlich wurde in dem Jahr das Model F eingeführt. Es hatte einen Motor mit 30/35 PS. Das Fahrgestell hatte 264 cm Radstand. Überliefert sind Tourenwagen und Doppelphaeton.
1907 entfiel der schwächere Motor. Das Fahrzeug mit dem 30/35-PS-Motor und 264 cm Radstand gab es als Model F-H als Speed Car und als Model H als Tourenwagen und Limousine.
1908 stand der 40/45 PS im Sortiment. Die Modellbezeichnung war ein Hinweis auf die Motorleistung. Der Radstand betrug 310 cm. Als Aufbauten waren Tourenwagen, Runabout und Limousine erhältlich.
1909 entfiel die Limousine. Beim Runabout wurde der Radstand auf 286 cm gekürzt.

## Modellübersicht
| Jahr | Modell    | Zylinder | Leistung (PS) | Radstand (cm) | Aufbau                           |
| ---- | --------- | -------- | ------------- | ------------- | -------------------------------- |
| 1905 | Model C   | 4        | 18            | 231           | Runabout, Tourenwagen            |
| 1906 | Model D   | 4        | 20            | 231           | Runabout                         |
| 1906 | Model F   | 4        | 30/35         | 264           | Tourenwagen, Doppelphaeton       |
| 1907 | Model F-H | 4        | 30/35         | 264           | Speed Car                        |
| 1907 | Model H   | 4        | 30/35         | 264           | Tourenwagen, Limousine           |
| 1908 | 40/45 HP  | 4        | 40/45         | 310           | Tourenwagen, Runabout, Limousine |
| 1909 | 40/45 HP  | 4        | 40/45         | 286           | Runabout                         |
| 1909 | 40/45 HP  | 4        | 40/45         | 310           | Tourenwagen                      |

## Übersicht über Pkw-Marken aus den USA, dieClevelandbeinhalten
| Marke                   | Hersteller                                 | Vermarktungsbeginn | Vermarktungsende | Ort, Bundesstaat        |
| ----------------------- | ------------------------------------------ | ------------------ | ---------------- | ----------------------- |
| Cleveland               | Sperry Engineering Company                 | 1898               | 1900             | Cleveland, Ohio         |
| Cleveland               | General Automobile & Manufacturing Company | 1902               | 1902             | Cleveland, Ohio         |
| Cleveland               | Cleveland Automobile Company (von 1902)    | 1902               | 1904             | Cleveland, Ohio         |
| Cleveland               | Cleveland Motor Car Company                | 1905               | 1909             | New York City, New York |
| Cleveland               | Cleveland Electric Vehicle Company         | 1909               | 1910             | Cleveland, Ohio         |
| Cleveland               | Cleveland Cyclecar Company                 | 1914               | 1914             | Cleveland, Ohio         |
| Cleveland               | Cleveland Automobile Company (von 1919)    | 1919               | 1926             | Cleveland, Ohio         |
| Cleveland Three-Wheeler | American Bicycle Company                   | 1900               | 1901             | Cleveland, Ohio         |